# Џозеф Сити (Аризона)
Џозеф Сити (енгл. Joseph City) насељено је место без административног статуса у америчкој савезној држави Аризона.

## Демографија
По попису из 2010. године број становника је 1.386.
| Група             | 2000.    | 2010.         |
| Белци             | 0 (0,0%) | 1.107 (79,9%) |
| Афроамериканци    | 0 (0,0%) | 5 (0,4%)      |
| Азијати           | 0 (0,0%) | 2 (0,1%)      |
| Хиспаноамериканци | 0 (0,0%) | 126 (9,1%)    |
| Укупно            | 0        | 1.386         |